# Música sí
Música sí va ser un espai musical que s'emetia els matins dels dissabtes en la Primera de TVE en Espanya i pel canal internacional de la mateixa casa, dirigit i realitzat per Jorge Horacio Fernández, realitzador d'altres programes com la 5ª marcha (Telecinco), o Ponte las Pilas (TVE). Va ser el programa musical més vist del país durant els seus anys d'emissió.

## Història
El programa es va estrenar al novembre de 1997 a través de la 2 de TVE. Molt aviat, l'audiència del programa va despuntar entre la resta d'opcions televisives matinals, i l'espai va passar a la Primera de TVE. L'últim programa es va emetre en La Primera el 6 de març de 2004. El programa va ser reemplaçat per Músicauno.

### Artistes destacats que van passar pel programa
- Spice Girls (Victoria Adams, Melanie Brown, Melanie Chisholm, Geri Halliwell, Michelle Stephenson)
- Backstreet Boys (AJ McLean, Howie Dorough, Brian Littrell, Nick Carter, Kevin Richardson)
- Celine Dion
- Britney Spears
- Depeche Mode (Alan Wilder, Andrew Fletcher, Martin Gore i David Gahan)
- Cher
- Madonna
- Julio Iglesias
- Mecano (Nacho Cano, José María Cano, Ana Torroja)
- Camilo Sesto
- Carlos Santana
- Dover (Cristina Llanos, Amparo Llanos, Jesús Antúnez, Samuel Titos)
- Amaral (Eva Amaral, Juan Aguirre)
- Bruce Springsteen
- La Oreja de Van Gogh (Amaia Montero, Xabi San Martín, Pablo Benegas, Álvaro Fuentes, Haritz Garde)
- El canto del loco (Dani Martín, David Otero, Chema Ruiz, Jandro Velázquez, Iván Ganchegui)
- Estopa (David Muñoz, José Muñoz)
- Rosana Arbelo
- Malú
- Marcos Llunas
- Melody
- Mikel Herzog
- Lydia
- Serafín Zubiri
- David Civera
- Sonia y Selena
- Jarabedepalo (Pau Donés, Alex Tenas, Jimmy Jenks, Jaime de Burgos, Jordi Vericat, David Muñoz "Gnaposs")
- Rosa López
- David Bisbal
- David Bustamante
- Chenoa
- Manu Tenorio
- Verónica Romero
- Ainhoa Cantalapiedra
- Manuel Carrasco
- Beth
- Vicente Seguí
- Ramón
- Fórmula Abierta (Geno Machado, Javián Antón, Àlex Casademunt, Mireia Montávez)
- Hevia
- Rosendo
- Pedro Guerra
- Quique González
- Raúl

## Format
En cada programa es repassaven les notícies més importants del món musical més comercial, tenia una llista pròpia d'èxits i comptava amb actuacions en directe i nombrosos especials dedicats exclusivament a un cantant.
Per l'escenari de Música Sí han passat gran part dels artistes més populars del panorama nacional i internacional i a vegades es donava oportunitats a bandes menys conegudes pel públic en general.

## Audiència
L'espai va tenir, en la seva última temporada, una audiència mitjana del 22,2% de share.

## Presentadors
- Alonso Caparrós, Mar Regueras, Hugo de Campos i Leticia Solórzano (1997-1998)
- Hugo de Campos, Jennifer Rope i Rocío Muñoz (1998-1999)
- Hugo de Campos i Jennifer Rope (1999-2000)
- Jennifer Rope (2000, de maig a setembre)
- Hugo de Campos, Jennifer Rope i Sandra Morey (2000-2001)
- Hugo de Campos, Jennifer Rope, Sandra Morey i Neil Solé (DJ Neil) (2001-2002)
- Hugo de Campos, Jennifer Rope, Sandra Morey, Neil Solé, Xenia Sevillano, Natalie Robress i Xoel Pamos (2002-2003)
- Hugo de Campos, Jennifer Rope, Sandra Morey, Neil Solé i Natalie Robress (2003-2004)

## Enllaços exteros
- Web oficial de Música sí en RTVE